# Assassinato de John F. Kennedy
O assassinato de John F. Kennedy, o 35º Presidente dos Estados Unidos, ocorreu na sexta-feira, dia 22 de novembro de 1963, em Dallas, Texas, Estados Unidos às 12h30 CST (18h30 UTC). Kennedy foi mortalmente ferido por um disparo enquanto circulava no automóvel presidencial na Praça Dealey. Foi o quarto presidente dos Estados Unidos a ser assassinado, e o oitavo que morreu no exercício do cargo.
Três investigações oficiais concluíram que Lee Harvey Oswald, um empregado do armazém Texas School Book Depository na Praça Dealey, foi o assassino. Duas delas concluíram que Oswald atuou sozinho e outra sugeriu que atuou com pelo menos um cúmplice. O assassinato sempre esteve sujeito a especulações e dúvidas, sendo origem de um grande número de teorias de conspirações.

## Antecedentes

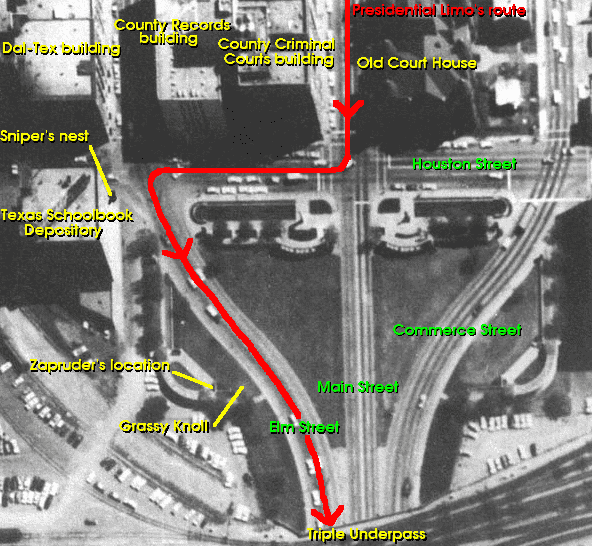
Plano da Praça Dealey e rota da comitiva presidencial.

As eleições presidenciais seguintes eram em 1964, mas já no verão de 1963 o gabinete da presidência de Kennedy começava a planejar sua campanha de reeleição. Nas eleições anteriores, Kennedy tinha ganho por escassa margem nos estados do sul, e as sondagens atuais não lhe eram muito favoráveis, decidindo-se a viagem ao Texas para o outono de 1963, com o objetivo de aumentar a popularidade junto do eleitorado sulista. Dado que o vice-presidente Lyndon B. Johnson era texano, pensou-se que seria uma boa estratégia viajarem juntos ao estado do Texas. Kennedy pediu à sua mulher Jacqueline que o acompanhasse.
A viagem foi planejada para o outono, e começaria em 21 de novembro em Houston e San Antonio. O dia 22 de novembro seria dedicado a Fort Worth e às 13h00 iriam almoçar em Dallas.
Os planos previam que Kennedy viajasse desde o Aeroporto de Dallas Love Field numa limusine aberta, conversível. O carro em que viajou foi um Lincoln Continental de 1961. Estavam no carro junto com Kennedy, a sua mulher Jacqueline; o Governador do Texas John Bowden Connally, Jr., e sua mulher, Nellie; o agente do serviço secreto Roy Kellerman e o motorista William Greer.

## O assassinato

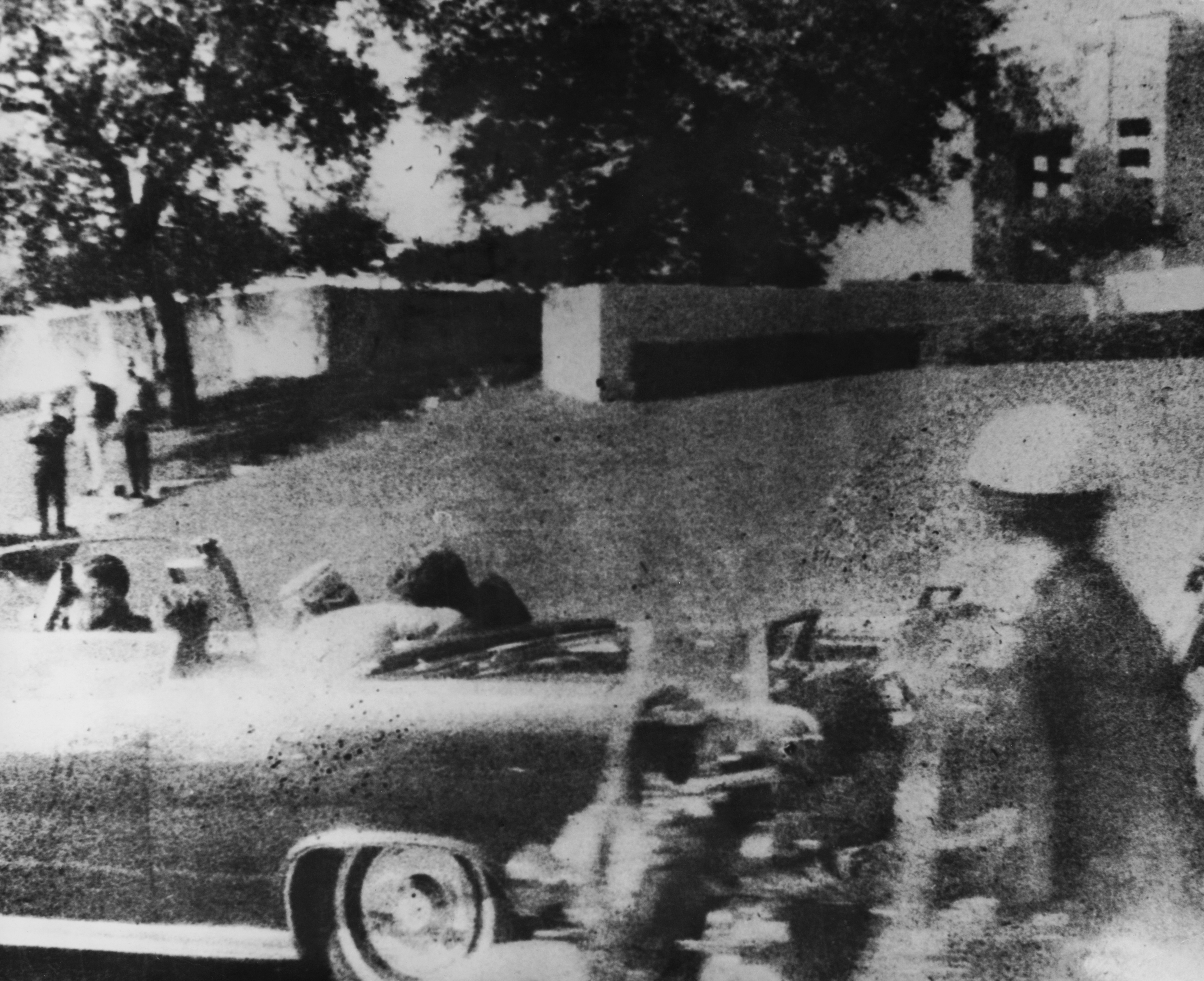
Uma foto Polaroid de Mary Moorman tirada momentos após o tiro fatal (detalhe).

Às 11h40, o "Air Force One" pousa no aeroporto Dallas Lovefield, depois de um curto voo que fez de Fort Worth. A comitiva presidencial desloca-se para o centro de Dallas. Durante o trajeto a comitiva tem que realizar várias paradas para que o presidente saúde as pessoas.
Na esquina das ruas Houston e Elm, a comitiva deve realizar uma volta de 120º para a esquerda, o que obriga a redução da velocidade da limusine.
O conversível de quatro portas Lincoln Continental 1961 de Kennedy, com capota aberta, limusine entrou na Dealey Plaza às 12h30 CST. Nellie Connally, a primeira-dama do Texas, voltou-se para Kennedy, que estava sentado atrás dela, e comentou: "Sr. presidente, você não pode dizer que Dallas não o ama". A resposta de Kennedy - "Não, você certamente não pode" - foram suas últimas palavras.

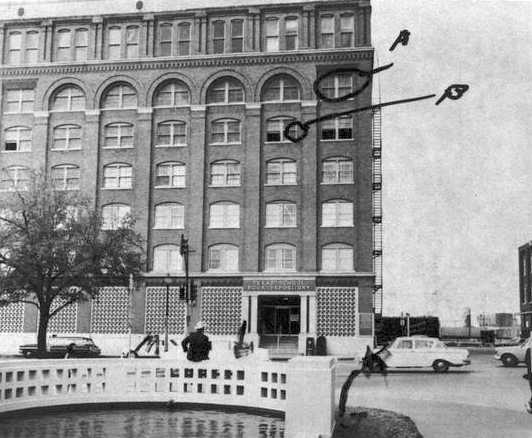
Howard Brennan sentado do outro lado do "Texas School Book Depository". O círculo "A" indica o local onde ele viu um homem com um rifle.

Depois de passar por Elm Street, fica em frente ao edifício do armazém de livros escolares do Texas, a uma distância de 20 metros do primeiro.

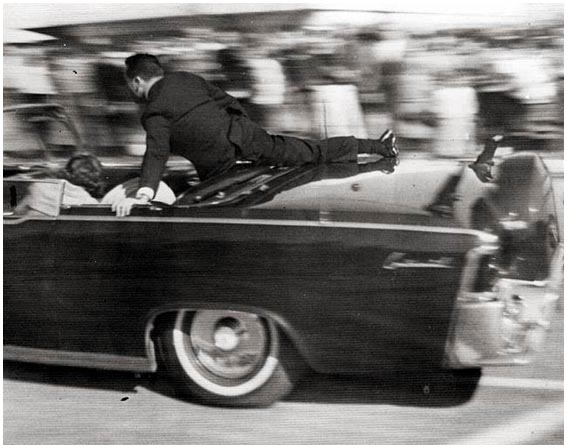
O agente especial do Serviço Secreto Clint Hill protege os ocupantes da limusine presidencial momentos após os tiros fatais. (O fundo ficou borrado porque a câmera estava girando para seguir a limusine).

Logo a seguir, ao passar pelo armazém, ouviu-se o primeiro dos três disparos que alegadamente Lee Harvey Oswald fez. Calcula-se que nesse momento a comitiva ia a uma velocidade de 18 km/h. A Comissão Warren concluiu posteriormente que um dos três disparos não atingiu o automóvel. Quase todos estão de acordo que Kennedy recebeu dois disparos e que o segundo disparo, que o atingiu na cabeça, foi o mortal.
O primeiro disparo foi desviado por uma árvore e ricocheteou no cimento, chegando a ferir a testemunha James Tague. 3,5 segundos depois, dá-se o segundo disparo, Connally, como Kennedy, era um veterano militar da Segunda Guerra Mundial, e foi um caçador de longa data; ele testemunhou que reconheceu imediatamente o som como o de um rifle de alta potência e virou a cabeça e o torso para a direita para ver Kennedy atrás dele. Ele testemunhou que não podia ver Kennedy, então começou a se virar para frente novamente (virando da direita para a esquerda), e que quando sua cabeça estava voltada cerca de 20 graus à esquerda do centro, ele foi atingido no canto superior direito de volta por uma bala que ele não ouviu disparada. O médico que operou Connally estimou que sua cabeça no momento em que foi atingido estava 27 graus à esquerda do centro. Depois que Connally foi atingido, ele gritou: "Oh, não, não, não. Meu Deus. Eles vão matar todos nós!".

O presidente deixa de saudar o público e a sua esposa o encosta no assento. O terceiro disparo ocorre 8,4 segundos depois do primeiro disparo, precisamente quando o automóvel passava em frente da pérgula John Neely Bryan, feita de cimento. Quando o terceiro disparo atingiu a cabeça de Kennedy, Jacqueline Kennedy reagiu saltando para a parte traseira do veículo. Clint Hill, agente dos serviços secretos, conseguiu alcançar a traseira do carro na tentativa de ajudar o presidente, Hill testemunhou à Comissão Warren que ouviu o tiro na cabeça fatal quando estava chegando à limusine, "aproximadamente cinco segundos" após o primeiro tiro que ouviu. 

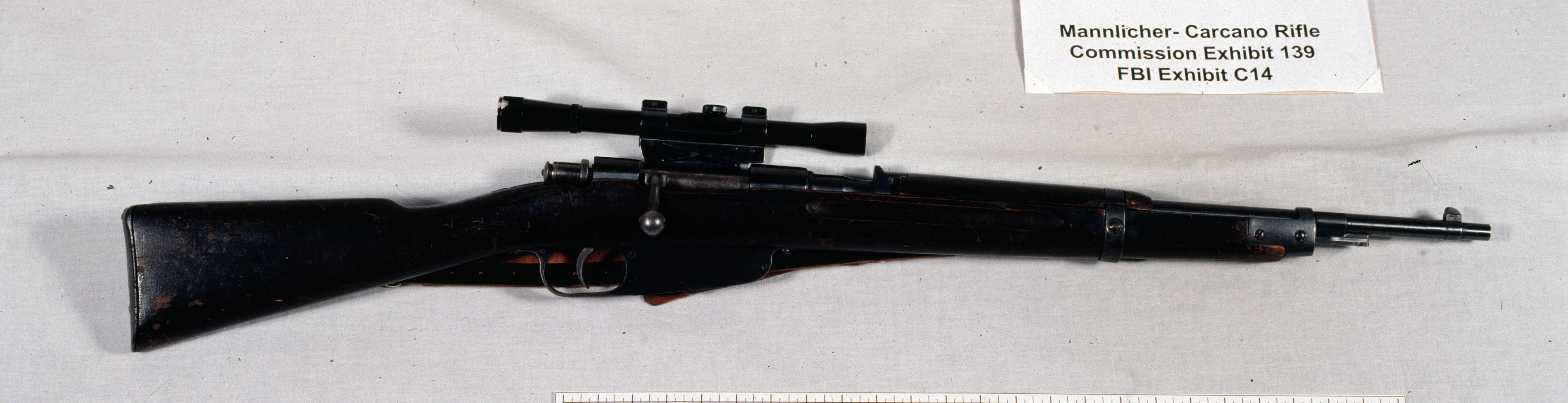
Carcano M91/38 usado por Lee Harvey Oswald.

Um cidadão de nome Abraham Zapruder, que filmava a comitiva presidencial, conseguiu captar no seu filme o momento em que Kennedy é alcançado pelos disparos. Este filme é parte do material que a Comissão Warren utilizou na sua investigação do assassinato.
Depois que Kennedy levou um tiro na cabeça, a Sra. Kennedy começou a subir na parte de trás da limusine, embora mais tarde ela não se lembrasse de ter feito isso. Hill acreditava que estava procurando por algo, talvez um pedaço do crânio de Kennedy. Ele pulou na parte de trás da limusine enquanto, ao mesmo tempo, a Sra. Kennedy voltava ao seu assento, e ele agarrou-se ao carro quando este saiu do Dealey Plaza e acelerou, indo para o Parkland Memorial Hospital.
Depois que a Sra. Kennedy voltou para o assento da limusine, o governador e a Sra. Connally a ouviram dizer repetidamente: "Eles mataram meu marido. Estou com o cérebro dele nas mãos". Sra. Kennedy lembrou: "Durante todo o trajeto até o hospital, fiquei curvada sobre ele, dizendo: 'Jack, Jack, você pode me ouvir? Eu te amo, Jack. "Eu continuei segurando o topo de sua cabeça tentando manter o cérebro dentro".
Lee Harvey Oswald usou uma carabina Paraviccini-Carcano M91/38, de fabricação italiana, calibre 6,5×52mm, com mira telescópica de 4X e mecanismo manual. A arma foi comprada pelo correio, através de um anúncio da loja Klein´s Sporting Goods de Chicago, Illinois, na revista American Rifleman, a um custo irrisório, mesmo para a época, de US$ 19,95.
Curiosamente, Lee Harvey Oswald não usou seu próprio nome para comprar esta arma, tendo preenchido a ordem de compra com o nome falso de A. Hidell.

### Outros feridos
O Governador do Texas, John Bowden Connally Jr., ia no mesmo veículo, à frente do presidente, e também foi gravemente ferido, mas sobreviveu. A sua ferida ocorreu quase em simultâneo com o primeiro disparo que atingiu Kennedy (teoricamente como resultado da mesma bala, pelo que esta é conhecida como a "teoria da bala mágica", emanada pela Comissão Warren, embora isto não seja geralmente admitido sem polêmica). Supostamente, a ação da sua esposa de se dirigir para ele e fazê-lo cair sobre as suas pernas ajudou a salvar a sua vida dado que evitou em grande parte o pneumotórax. James Tague, um espectador e testemunha do crime, também ficou com uma pequena ferida na parte direita da face. Estava situado 82 m à frente do local onde Kennedy foi atingido.

## Kennedy é declarado morto
Às 13h00 CST (19h00 UTC), a equipe médica do Parkland Hospital declarou oficialmente a morte do presidente Kennedy, com parada cardíaca, tendo-lhe sido administrada a unção dos enfermos. "Não tivemos nunca uma esperança de salvar a sua vida", declararam os médicos. A morte de Kennedy foi oficialmente anunciada às 13h38 CST (19h38 UTC). O governador Connally foi operado duas vezes de urgência nesse dia.

### A Autópsia
Depois da chegada do avião presidencial (Air Force One) à Base Aérea Andrews, nos arredores de Washington, D.C., o corpo de Kennedy foi trasladado para o Hospital Naval de Bethesda para autópsia.
A autópsia foi realizada por três médicos da Marinha com trinta oficiais militares como testemunhas. Dois agentes reformados do FBI que estavam presentes declararam que Kennedy tinha uma grande ferida no lado direito da cabeça, outra de aproximadamente 14 cm acima do lado direito da coluna, e uma terceira ferida no lado anterior da garganta perto do limite inferior do pomo de Adão (a Comissão Warren deu a mesma informação). O relatório do FBI sobre a autópsia foi realizado pelos agentes especiais Sibert e O'Neill. Várias fotos e radiografias foram feitas durante a autópsia (algumas delas desapareceriam dos relatórios oficiais).
| |                                                                                 | | |
| Desenho médico de um corte transversal do pescoço e do tórax do Presidente Kennedy, mostrando a trajetória do projétil da parte de trás à garganta | Uma fotografia da cabeça e dos ombros do Presidente Kennedy tirada na autópsia. | Diagrama feito para o Comitê da Câmara mostrando a trajetória da bala no crânio do presidente Kennedy. A ferida posterior corresponde à pequena ferida de entrada acima. Os fragmentos de crânio são mostrados explodidos para fins ilustrativos; a maioria ficou presa ao crânio por retalhos de pele, que estão sendo puxados para a frente pela mão enluvada no desenho feito a partir de uma ilustração da autópsia. | Uma fotografia da cabeça do presidente, tirada durante uma autópsia no Hospital Naval de Bethesda; a natureza da lesão pode corresponder ao uso de uma bala com efeito explosivo, a chamada "Dum Dum". |

## O funeral

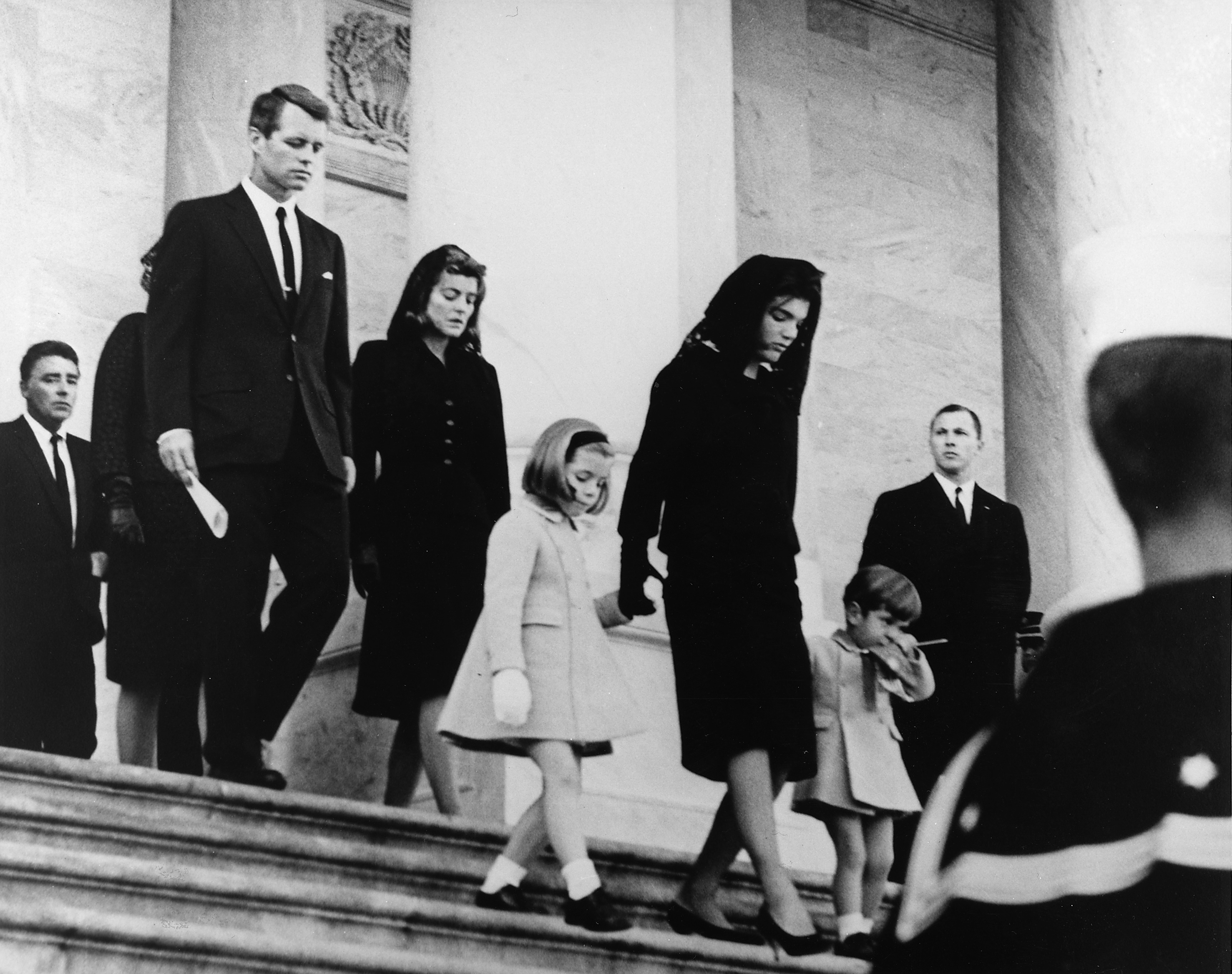
Jacqueline Kennedy, Robert F. Kennedy, John F. Kennedy, Jr., Caroline Kennedy e Peter Lawford no funeral de John Fitzgerald Kennedy, em 25 de novembro de 1963.

Depois da autópsia no Hospital Naval de Bethesda, o corpo de Kennedy foi preparado para o enterro e trasladado para a Casa Branca, tendo sido exposto na Sala Leste durante 24 horas. No domingo seguinte ao crime, coberto com a bandeira dos EUA, foi trasladado para o Capitólio para uma vista pública. Nesse dia e noite, centenas de milhares de pessoas visitaram o corpo.
Representantes de 90 países, incluindo a União Soviética, assistiram ao funeral em 25 de Novembro (terceiro aniversário do seu filho JFK Jr.). Depois do funeral, realizado na Catedral de St. Matthew, foi trasladado em carruagem para o Cemitério de Arlington, onde foi enterrado.
O funeral foi oficiado pelo arcebispo de Boston, Richard Cardinal Cushing, amigo pessoal de Kennedy, que tinha casado John e Jacqueline, batizado seus dois filhos e oficiado o funeral do seu filho Patrick (falecido quinze semanas antes do pai).

## Lee Harvey Oswald
Lee Harvey Oswald, suspeito de ter sido agente do serviço secreto cubano desde pelo menos novembro de 1962 e que viveu na União Soviética por muitos anos, foi detido 80 minutos depois do assassinato por ter matado um oficial da polícia de Dallas, J. D. Tippit. Foi acusado da morte de Tippit e de Kennedy à última hora da tarde de 22 de novembro. Oswald negou sempre ter disparado contra o presidente.
O caso de Oswald nunca foi julgado porque dois dias depois, enquanto era trasladado e custodiado pela polícia, Jack Ruby dispara sobre ele e mata-o.

## Investigações oficiais

### Polícia de Dallas
Depois que a polícia de Dallas prendeu Oswald e coletou evidências físicas nas cenas do crime, eles mantiveram Oswald em sua sede, interrogando-o durante toda a tarde sobre os tiroteios de Kennedy e Tippit. Eles o interrogaram intermitentemente por aproximadamente 12 horas entre 14h30, em 22 de novembro, e 11h00, em 24 de novembro. Durante todo o tempo, Oswald negou qualquer envolvimento com qualquer um dos disparos. capitão Fritz, da agência de homicídios e roubos, fez a maior parte do interrogatório; ele manteve apenas notas rudimentares. Dias depois, ele escreveu um relatório do interrogatório a partir de anotações que fez depois. Não havia gravações estenográficas ou em fita. Representantes de outras agências de aplicação da lei também estiveram presentes, incluindo o FBI e o Serviço Secreto, e ocasionalmente participaram do interrogatório. Vários dos agentes do FBI que estavam presentes escreveram relatórios contemporâneos do interrogatório.

### Investigação do FBI
O FBI foi a primeira autoridade a completar uma investigação oficial. Em 9 de Dezembro de 1963, apenas 17 dias depois do crime, o relatório do FBI foi entregue à Comissão Warren. O texto afirmava que somente três disparos foram realizados; o primeiro atingiu o presidente Kennedy, o segundo o governador Connally, e o terceiro a cabeça do presidente, matando-o. O FBI estabeleceu que Lee Harvey Oswald fora o autor dos três disparos.

### A Comissão Warren
A primeira investigação oficial do assassinato foi estabelecida pelo presidente Lyndon B. Johnson em 29 de Novembro de 1963, uma semana depois do crime. Foi presidida por Earl Warren, então à frente da Corte Suprema dos Estados Unidos, conhecida universalmente (mas não oficialmente) como "Comissão Warren".
O relatório final da comissão foi publicado em Setembro de 1964, depois de 10 meses de investigação. Concluía-se que não se podiam encontrar provas persuasivas de uma conspiração interna ou externa que implicasse outras pessoas, grupos ou países, e que Lee Harvey Oswald atuara sozinho.
No entanto, muitas pistas acumulavam-se em torno da possibilidade de uma conspiração, pois muitos sugeriam que Lee Harvey Oswald fora agente da CIA. As teorias iniciaram-se com Victor Marchetti, que no seu livro "Cult of Intelligence" "(Culto da Inteligência)" descrevia os programas de agentes duplos onde supostamente estaria enquadrado Oswald.

## Teorias sobre o assassinato de JFK
- Investigações oficiaisː
  - 1964 Conclusões do relatório da Comissão Warren;
  - 1978 Teoria da HSCA ("Comitê Seleto da Câmara sobre Assassinatos" ou "House Select Committee on Assassinations");
  - 1998 Conclusões da ARRB (em preparação).
- Teorias da conspiraçãoː
  - 1967 Investigação de Jim Garrison;
  - 1963-1999 Outras teorias da conspiração.

## Outros protagonistas
- J. D. Tippit: Policial de Dallas, assassinado por Oswald no bairro de Oak Cliff depois do atentado.
- Capitão W. Fritz: Capitão da Polícia de Dallas encarregado da investigação.
- Jack Ruby: Empresário de salas de baile e assassino de Oswald. Jack Ruby era já conhecido pelas autoridades em 1947 quando serviu de testemunha a Richard Nixon durante a caça às bruxas mccarthista.[28] Este documento do FBI de 1947 recomenda que um indivíduo chamado Jack Rubenstein não deveria ser chamado a declarar perante o Comitê de atividades antinorteamericanas, já que trabalhava para o Congressista Richard Nixon (citação textual: "one Jack Rubenstein of Chicago should not be called to testify for the Committee on Unamerican Activities, for he is working for Congressman Richard M. Nixon"). De acordo com a Comissão Warren, Ruby teria ligações com Oswald, a máfia ou políticos dos EUA.
- Lyndon B. Johnson: à altura vice-presidente dos Estados Unidos.
- Jim Garrison: procurador de New Orleans. Em 1967 faria uma investigação sobre uma possível conspiração para assassinar Kennedy.
- James Files: Este indivíduo se autoincriminou,[29] alegando que teria sido ele o responsável pelo disparo que assassinou John F. Kennedy. Afirmou também que Oswald não deu um tiro sequer.

## Semelhanças com outras mortes presidenciais no cargo
Os presidentes dos EUA eleitos em intervalos de 20 anos e começando em 1840 com William Henry Harrison, morreram desempenhando o cargo (Harrison em 1841, Lincoln em 1865, Garfield em 1881, McKinley em 1901, Harding em 1923, Roosevelt em 1945). O assassinato de John F. Kennedy continuou este padrão.
A tentativa de assassinar Ronald Reagan (eleito em 1980), que sobreviveu a um disparo em Março de 1981, e o atentado com granada contra George W. Bush (eleito em 2000) em 2005 foram as exceções. Este padrão de mortes presidenciais é conhecido como a Maldição de Tecumseh.
Depois do assassinato de JFK, foram apontadas muitas semelhanças com o de Abraham Lincoln, mas nem todas são verdadeiras.

## Limusine
A limusine em que se encontrava John F. Kennedy, no momento de sua morte, foi apreendida como evidência nas semanas seguintes ao assassinato.
Atualmente, a mesma faz parte ao acervo do The Henry Ford Museum.